# Адальбальд
Адальба́льд (фр. Adalbald или Adalbaud; умер около 645 или 650) — франкский феодал, святой католической церкви.

## Биография
Был активен при дворе франкских королей Нейстрии Дагоберта I и Хлодвига II. Возможно, был герцогом Дуэ и сеньором Остревана на севере современной Франции. Внук святой Гертруды, сын Ригомера (которого потерял в юном возрасте) и Герберты. Примерно в 635 или 636 годах принимал участие в некоей войсковой экспедиции в Гаскони, где познакомился и взял в жёны признанную впоследствии святой Риктруду, дочь сеньора Тулузы Эрнольда, несмотря на сопротивление её семьи. Имел от неё четырёх детей, все они были впоследствии канонизированы церковью: святого Мавронта, блаженную Клотсинду, святую Евсевию и святую Адальсинду. Был родственником святой Берты и был дружен со святым Амандом. Около 645 или 650 года отправился в Аквитанию где в окрестностях Перигё был убит родственниками своей жены Риктруды. День памяти 2 февраля.